# Hedeoma mandoniana
Hedeoma mandoniana là một loài thực vật có hoa trong họ Hoa môi. Loài này được Wedd. mô tả khoa học đầu tiên năm 1860.